# 1933 en Grèce
Chronologie de la Grèce
- 1929
- 1930
- 1931
- 1932
- 1933
- 1934
- 1935
- 1936
- 1937

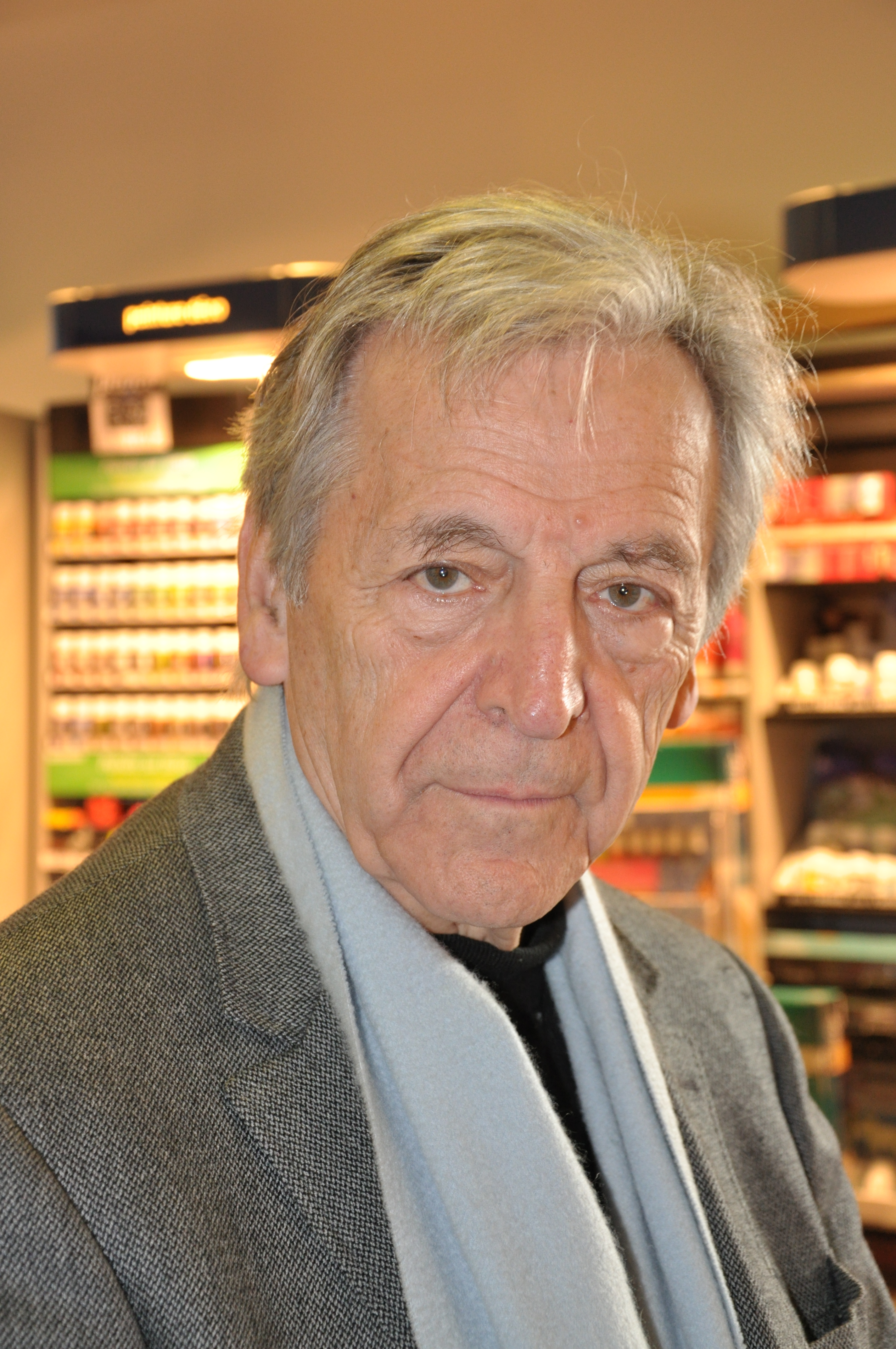
Naissance de Costa-Gavras.

Cette page concerne les évènements survenus en 1933 en Grèce  :

## Évènement
- 5 mars : Élections législatives (en)

## Sortie de film
- Le Mauvais Chemin

## Sport
- Championnat panhellénique (1932-1933) (en)
- Championnat panhellénique (1933-1934) (en)
- Coupe de Grèce de football (1932-1933) (en)
- Participation de la Grèce à la coupe des Balkans (1933) (en)
- Création des clubs : Apollon Arnaia F.C. (en), A.E. Didymoteicho F.C. (en) (football)

## Création
- Hôpital général Laïkó (Athènes)

## Naissance
- Dimítris Bislánis (el), acteur.
- Chrýsanthos Dimitriádis, député européen.
- Chryssa, artiste.
- Aristídis Dimópoulos, député européen.
- Costa-Gavras, cinéaste.
- Jenny Karézi, actrice (ou en 1934).
- Lída Krontirá (el), actrice.
- Bábis Markákis (el), chanteur.
- Álkis Stéas (el), animateur de radio et de télévision.

## Décès
- Michális Ikonómou, peintre.
- Aléxandros Kontoúlis, militaire et diplomate.
- Símos Menárdos (el), poète.
- Xenophón Paionídis (el), architecte.